# Jacques Delors
Jacques Lucien Jean Delors (Párizs, 1925. július 20. – 2023. december 27.) francia közgazdász, a Francia Szocialista Párt politikusa. Az egyik legjelentősebb és legbefolyásosabb európai politikusként 1985 és 1995 között az Európai Bizottság elnöke volt, aki kulcsszerepet játszott az európai integráció elmélyítésében. Korábban, 1979 és 1981 között az Európai Parlament tagja, 1981 és 1984 között Franciaország gazdasági és pénzügyminisztere, 1983-ban és 1984-ben Clichy polgármestere volt.

## Származása, végzettsége és pályája
Limousini katolikus családban nőtt fel, apja a Banque de France adósságbehajtó ügynöke volt. A párizsi Voltaire Lycée gimnáziumba járt, de a második világháború alatt átment a Blaise Pascal Lycée-be Clermont-Ferrand-ba. Diákként a Keresztény Munkásifjú Mozgalom és a Jeunesse étudiante chrétienne (JEC), majd a Vichy-kormány Compagnons de France ifjúsági szervezetének tagja volt. Középiskolái elvégzése után ő is a Banque de France-ban dolgozott 1945 és 1962 között. Ezzel párhuzamosan jogtudományt és politikai gazdaságtant tanult a párizsi egyetemen.
Részt vett a Confédération française des Travailleurs chrétiens (CFTC) keresztény szakszervezeti szövetségben. A CFTC gazdasági szakértője lett, amely 1959-ben a Conseil économique et socialba jelölte. A szakszervezet balszárnyához (Rekonstrukciós csoport) tartozott, szorgalmazta annak laicizálását és átnevezését a Confédération française démocratique du travail (CFDT) névre. 1962 és 1969 között a Commissariat général du Planben dolgozott. 1969-től 1973-ig a Szakképzési és Szociális Fejlesztési Minisztérium tárcaközi bizottságának főtitkára volt. Ezután visszatért a Banque de France-ba, ahol 1979-ig a főtanács tagja volt. Ugyanakkor 1974 és 1979 között a Paris-Dauphine Egyetem menedzsment docenseként és az École nationale d'administration (ENA) oktatójaként tanított.

## Politikai karrierje
Közvetlenül Franciaország 1944 őszi felszabadulása után csatlakozott a Kereszténydemokrata Mozgalomhoz (MRP), de két év után kilépett, mert túlságosan konzervatívnak találta azt. Emmanuel Mounier perszonalista filozófiájának követője volt, és 1952-ben csatlakozott a Vie nouvelle nevű keresztény baloldali mozgalomhoz. A következő évben tagja lett a Marc Sangnier által alapított Jeune République nevű kis keresztény baloldali pártnak, 1956-tól tagja volt a végrehajtóbizottságnak is. Miután egyre inkább magáévá tette a szocialista meggyőződést, 1957-ben csatlakozott az Union de la gauche socialiste-hez (UGS), amely 1960-ban beolvadt a Parti socialiste unifié-be (PSU), amelyhez Delors már nem csatlakozott. Ehelyett az 1960-as években különféle szocialista klubok munkájában vett részt.
A gaulle-ista miniszterelnök, Jacques Chaban-Delmas 1969-ben Delors-t nevezte ki szociálpolitikai tanácsadójának. Befolyással volt a nouvelle société („új társadalom”) reformprojektjére, különösen az 1971-ben hatályba lépett továbbképzési törvényre, amely bevezette a fizetett tanulmányi szabadsághoz való jogot. 1974-ben csatlakozott a Francia Szocialista Párthoz, és 1979-ben beválasztották a párt végrehajtó bizottságába is. Az 1979-es európai parlamenti választások után két évig az Európai Parlament Szocialista Képviselőcsoportja tagjaként és a Gazdasági és Monetáris Bizottság elnökeként dolgozott.
Miután François Mitterrand-t köztársasági elnökké választották, Delors 1981 májusában átvette a francia gazdasági és pénzügyminiszteri tisztséget a Mauroy-kabinetben. Ez idő alatt a szocialista gazdaságpolitika rövid életű kísérletéért volt felelős a piacgazdaságban a bankok és néhány nagyvállalat államosítása, valamint a keynes-i gazdaságélénkítés révén. A francia frank többszöri leértékelése és az Európai monetáris rendszerből való kilépés veszélye után azonban Delors-nak 1983 márciusától Mitterrand elnök utasítására megszorító politikára (tournant de la rigueur) kellett átállnia a kormányzati kiadások csökkentése és a valuta stabilizálása érdekében. Az 1984. júliusi kormányátalakítással Pierre Bérégovoy váltotta fel. 1983 márciusától 1984 decemberéig Delors Clichy, Párizs egyik külvárosa polgármestere is volt.
1985 és 1995 között az EK Bizottságának elnöke és három bizottság (Delors I, II és III ) elnöke volt. Ez idő alatt szorgalmazta az Európai Unió szociálpolitikájának napirendre tűzését. Ennek keretében fogadták el 1989-ben a Munkavállalók Alapvető Szociális Jogainak Közösségi Chartája, 1992-ben pedig a Szociális Jegyzőkönyvet.
1989-ben – sok szkeptikus francia vezető politikustól eltérően – a német újraegyesítés mellett emelt szót.
Delors 1995-ben úgy döntött, hogy nem indul az elnökválasztáson François Mitterrand utódjaként; holott a Szocialista Párt legígéretesebb jelöltjének tartották. Ez a döntése összefüggött azzal, hogy visszavonult a napi francia politikától.
Jean Monnet (1888–1979) után Delors-t a legbefolyásosabb európai politikusként tartották számon tevékenysége alapján.

## Hozzájárulása az EU belső piaci folyamataihoz
Vezetése alatt az európai integráció nagy előrehaladást ért el. Elnöksége véget vetett egy évtizednyi euroszkepticizmusnak és az integrációs folyamat stagnálásának (az „euroszklerózisnak”). Delors „kivezette a közösséget a mély válságból”, és „új pályára állította a belső piaccal és a monetáris unióval”. Az Egységes Európai Okmány (EGT) 1986-os reformja, az 1992-es Maastrichti Szerződés, valamint a Bizottság és a közösségi politika reformja és átirányítása (Delors-csomag) 1988-ban az ő elnöksége alatt született meg.

### 1985-ös fehér könyve a belső piacról

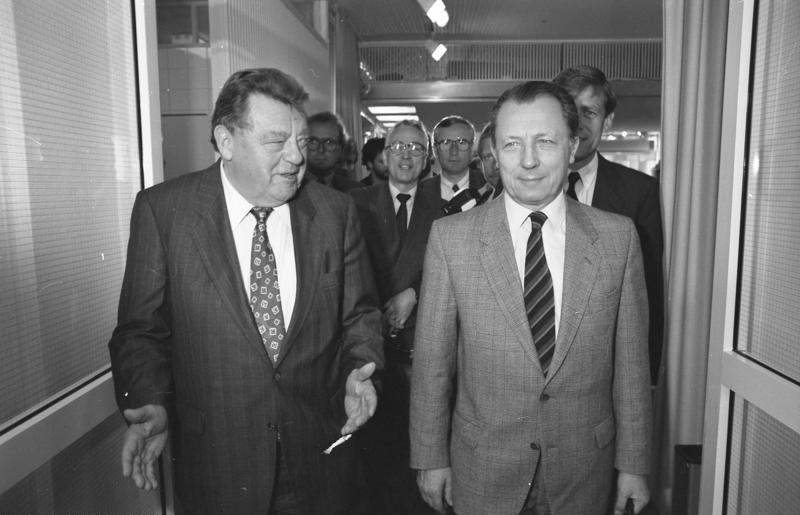
Franz Josef Straussszal (1988)

Delors kezdeményezésére a Bizottság kiadott egy fehér könyvet (ún. belső piaci alapozót), amelyben 300 (később 282-re redukálva) jogalkotási intézkedést soroltak fel, amelyek a belső piac megvalósításához szükségesek. Ez a program az úgynevezett Delors-csomagon alapul, amelyet a Bizottság akkori elnöke hivatalba lépése után nyolc nappal, 1985 januárjában, strasbourgi beiktatási beszédében mutatott be az Európai Parlamentnek. Első mondatában feltette a kérdést: „Elképesztő dolog-e kihirdetni, majd végrehajtani azt a döntést, hogy 1992-ig eltöröljük a Közösségen belüli határokat?” A javasolt intézkedések a következőket tartalmazták:
- A személy- és áruellenőrzés megszüntetése az EK belső határain (pl. az ellenőrzések áthelyezése a termelésbe, az állat-egészségügyi jogszabályok egységesítése)
- Számos termékszabvány és élelmiszerszabvá5ny kölcsönös elismerése és harmonizációja
- A különböző áfa és fogyasztási adók révén fennálló adókorlátok felszámolása
- A közbeszerzési piacok EK-szintű megnyitása (10 millió DM feletti állami szerződéseknél)
- A nagy horderejű piacnyitások és liberalizációk (pl. a biztosítási és szállítási ágazatokban)
- Az állami monopóliumok felszámolása (pl. a Postánál).

A fehér könyv ütemtervet szabott meg, és 1992. december 31-re tűzte ki a belső piac kiteljesítésének határidejét. Ezt a programot 1992-ben a milánói csúcstalálkozón (1985 közepe ) a „varázsdátummal” hagyta jóvá az akkor még tíz tagállamból álló Közösségi Tanács.

### Az Egységes Európai Okmány, a jogszabályok közelítése, a Delors-jelentés és a Maastrichti Szerződés
Az Egységes Európai Okmány (EGT) 1986-os elfogadásával a Római Szerződést először fenntartható módon reformálták meg, és lefektették a belső piac kiteljesítésének alapjait. Az EGT-Szerződés reformjával párhuzamosan a Delors vezette Bizottság célul tűzte ki a belső piac megvalósítását jelentős európai jogalkotási folyamaton keresztül, majd a tagállamokban történő végrehajtást. 1992 végére e bizottsági javaslatok többségét elfogadták. A 282 javaslat irányelvekkel történő végrehajtását erősen támogatta az EGT-Szerződés 1987. július 1-jén hatályba lépett reformja, amely bevezette a minősített többségi szavazást ezen a szakpolitikai területen. Ezek a belső piaci erőfeszítések új lendületet váltottak ki az EK-n belül, amely a mai napig Delors lendületét és eltökéltségét mutatja be a Bizottság egyik kiemelkedő elnökeként. Delors alatt a Bizottság „új tekintélyt” kapott.
1989 júniusában Delors három szakaszból álló tervet terjesztett elő – időbeli korlátok nélkül – a gazdasági és monetáris unió létrehozására. Ezt megelőzte az Európai Tanács 1988. júniusi ülésén a Delors által a Bizottság elnökeként a szakértői csoport felhatalmazása („az Unió megvalósításának konkrét szakaszainak vizsgálatára és javaslattételre”). A kezdeményezés Delors-ra nyúlik vissza. A Delors-jelentés alapján az Európai Tanács 1989-ben Madridban úgy döntött, hogy a monetáris unió első szakasza 1990. július 1-jén lép életbe. A jelentés később a Maastrichti szerződésben a GMU megtervezésének alapja lett, amely az egyes szakaszokra vonatkozóan is meghatározott határidőket. Delors-jelentésnek az európai szövetségi államba való mélyebb integrációra vonatkozó javaslatai arra késztették Margaret Thatcher brit miniszterelnököt, hogy elmondja híres Nem, nem, nem-beszédét 1990 októberében.
1992-ben, a keleti blokk összeomlása és az európai helyzet megváltozása után Delors bizottsági elnöksége alatt jött létre a következő jelentős európai szerződés, a Maastrichti szerződés.

## Szervezeti tagságai (válogatás)
Jacques Delors tagja volt a Római Klubnak és az A Soul for Europe kezdeményezés kuratóriumának. Tagja volt az európai föderalizmust szorgalmazó Spinelli-csoportnak is, és vezette a Notre Europe agytrösztöt, amely a Hertie School of Governance-szal együtt finanszírozza a berlini Jacques-Delors-Institut európai agytrösztöt. 1995-ben az Académie Royale des Sciences, des Lettres et des Beaux-Arts de Belgique társult tagjává választották.

## Magánélete
Delors 1948-ban feleségül vette Marie Lephaille-t (1923–2020). Gyermekeik Martine Aubry politikusnő és Jean-Paul Delors újságíró. 2023. december 27-én hunyt el Párizsban, 98 évesen.

## Kitüntetései és díjai
- 1990: Díszdoktori cím a Bochumi Ruhr Egyetem Társadalomtudományi Karán március 6-án
- 1990: Hans Böckler-díj[40]
- 1991: Bajor Érdemrend, Max Streibl bajor miniszterelnök adományozta február 1-jén
- 1992: Aachen városának Nagy Károly-díja
- 1993: a Lengyel Köztársasági Érdemrend nagykeresztje
- 1994: Díszdoktori cím a greifswaldi Ernst Moritz Arndt Egyetem Jog- és Államtudományi Karán május 12-én
- 1995: V. Károly európai díj a spanyol Yuste Európai Akadémiától
- 1996: Nagy Arany Becsületérem az Osztrák Köztársaságnak nyújtott szolgálatokért[41]
- 1996: A Carlo Schmid Alapítvány díja
- 1998: Premi Internacional Catalunya[42]
- 2010: Leonardo European Corporate Learning Award[43]
- 2015: Európa díszpolgára[44]

## Fordítás
- Ez a szócikk részben vagy egészben  a   Jacques Delors című német Wikipédia-szócikk ezen változatának fordításán alapul.  Az eredeti cikk szerkesztőit annak laptörténete sorolja fel. Ez a jelzés csupán a megfogalmazás eredetét és a szerzői jogokat jelzi, nem szolgál a cikkben szereplő információk forrásmegjelöléseként.